# Đáy (rzeka)
Đáy (wiet. Sông Đáy) − rzeka w Wietnamie. Dawniej znana pod nazwą Sông Hát lub Hát Giang. Đáy jest odnogą Rzeki Czerwonej i wpada do Zatoki Tonkińskiej.
Rzeka ma długość 240 km. Jej dorzecze pokrywa ponad 6965,42 km² i zbiera wody z Hanoi oraz prowincji Hoà Bình, Hà Nam, Ninh Bình i Nam Định.